# 四棘拟鲈
四棘拟鲈（学名：Parapercis quadrispinosus），又稱斑紋擬鱸，俗名海狗甘仔、舉目魚、沙鱸，为輻鰭魚綱鱸形目鱷鱚亞目虎鱚科的其中一種。

## 分布
本魚分布于東印度洋區，包括安達曼群島、印度和越南海域。

## 深度
水深10至20公尺。

## 特徵
本魚體近圓柱形，腭骨無齒，背鰭具5枚硬棘並與軟條部連續，背鰭軟條20至21枚；臀鰭硬棘1枚，臀鰭軟條16至17枚；胸鰭軟條17至18枚，上頷部有一明顯的眼狀斑，在體側有3縱列淡色斑，上列8個、中列9個，下列9個，體長可達25公分。

## 生態
本魚多半棲息於岩礁及珊瑚礁之表層或底層海域，屬肉食性，以甲殼類和小魚為食。

## 經濟利用
可食用，適合油炸，但多以下雜魚處理。